# Marcio Lacerda
Marcio Araújo de Lacerda (Leopoldina, 22 de janeiro de 1946) é um empresário e político brasileiro, ex-prefeito de Belo Horizonte.

## Biografia
Nascido em Leopoldina, filho de mãe professora e pai topógrafo, mudou-se para Belo Horizonte com 17 anos e ingressou no curso de eletrotécnica no Centro Federal de Educação Tecnológica de Minas Gerais, de onde saiu para o primeiro emprego, na Companhia Telefônica de Minas Gerais (CTMG), em 1965. Dois anos depois, iniciou o curso de Administração na Faculdade de Ciências Econômicas da Universidade Federal de Minas Gerais (UFMG).

### Militância
Em 1969, durante o momento mais crítico da Ditadura Militar, foi preso em decorrência da militância no PCB e na ALN. Nesse período, atendia pelos codinomes de Humberto e Gringo. Há poucas informações sobre a natureza das operações de Marcio Lacerda. Sabe-se, no entanto, que esteve preso no presídio de Linhares em Juiz de Fora no mesmo período em que Fernando Pimentel esteve preso. Saiu da prisão em 1973, em liberdade condicional e retomou o curso de Administração. Sua prisão de quatro anos lhe custou o emprego e a interrupção do curso universitário, só retomado em 1973 e concluído em 1977.

### Carreira empresarial
Após ser solto, tornou-se diretor na Tele-América S/A, empresa privada do ramo de telefonia. Em 1975 e fundou a Construtel, também especializada na construção de redes de telefonia. Dois anos mais tarde terminou sua graduação em Administração pela FACE/UFMG. Em 1979 fundou também a Batik, especializada na produção de equipamentos de telefonia.
A Construtel atingiu seu auge em 1992, ano em que Lacerda vendeu 51% do capital da empresa para a italiana FIRT, permanecendo com o restante do capital. O consórcio passou a atuar então em países como Chile e Bolívia.  Durante o período em que suas empresas cresceram, Lacerda também foi bastante ativo em cargos de direção de entidades empresariais, como a Associação Brasileira da Indústria Elétrica e Eletrônica (Abinee), Associação Brasileira de Telecomunicações (Telebrasil), o Centro das Indústrias do Estado de Minas Gerais (Cici) e a Associação Brasileira de Empresas Construtoras de Redes Telefônicas (Abecortel). Obteve, assim, prestígio junto ao empresariado[carece de fontes?], que foi bastante utilizado posteriormente em sua carreira política.
Em 1994 Lacerda colaborou com R$250.000,00 (equivalente a R$ 2.354.293,95 em valores corrigidos) para a campanha de Fernando Henrique Cardoso. A Construtel tinha, então, contratos com as empresas de telecomunicações de dezesseis estados brasileiros. No ano seguinte, Lacerda vendeu a Batik para um grupo norte-americano por cerca de 50 milhões de reais.
Com a virtual inatividade de suas atividades empresariais, Lacerda começou, a partir de 2001, a dedicar-se a cargos na FIEMG. 

### Vida política
Em 2002, Lacerda atuou como um dos coordenadores da campanha presidencial de Ciro Gomes.
Em 2003, aceitou o convite do então nomeado Ministro da Integração Nacional, Ciro Gomes, para assumir a secretaria executiva do ministério durante o primeiro governo Luiz Inácio Lula da Silva.
Em 2007, foi nomeado pelo ex-governador Aécio Neves como secretário estadual de Desenvolvimento Econômico de Minas Gerais. Deixou o cargo em 2008 para disputar a Prefeitura de Belo Horizonte. 
No mesmo ano, Lacerda foi eleito presidente do Conselho de Administração da Cemig e também eleito para o conselho do Instituto de Desenvolvimento Integrado de Minas Gerais (INDI) e para o Conselho Estadual de Geologia e Mineração (CEGEM). Foi também vice-presidente do Conselho de Administração do Banco de Desenvolvimento de Minas Gerais (BDMG)  e membro atuante do Conselho Deliberativo de Desenvolvimento Metropolitano e do Conselho de Administração da Companhia de Desenvolvimento Econômico de Minas Gerais (CODEMIG).

## Prefeitura de Belo Horizonte
Lacerda deixou a Secretaria de Desenvolvimento Econômico de Minas Gerais em maio de 2008 para concorrer ao cargo de prefeito de Belo Horizonte, com apoio da inédita aliança entre o governador Aécio Neves e o então prefeito, Fernando Pimentel. Foi eleito no segundo turno, derrotando Leonardo Quintão, do PMDB, com 59,12% dos votos válidos. Com a eleição de Lacerda, o PT e o PSB de Belo Horizonte se mantiveram por mais 4 anos na Prefeitura de Belo Horizonte, totalizando 20 anos no poder em 2012.
Durante sua gestão à frente da Prefeitura de Belo Horizonte:
Assumiu como prefeito em 1 de janeiro de 2009, sendo depois reeleito em 2012.[17] Sendo eleito três vezes como O Melhor Prefeito do Brasil [18] e por duas vezes Prefeito Amigo da Criança[19]
Os oito anos de sua gestão ficaram marcados por obras de infraestrutura, Saúde, Educação e Mobilidade Urbana. Durante seu governo foram inauguradas 95 escolas, 89 de Educação Infantil, as chamadas Umeis, e seis de Ensino Fundamental. [20]
Em dezembro de 2015, a Prefeitura inaugurou o Hospital do Barreiro. Não era inaugurado um hospital 100% SUS há mais de 70 anos na capital mineira.[21]
Também no governo Márcio Lacerda entrou em funcionamento o sistema BRT Move de transporte público que atualmente transporta mais de 500 mil passageiros por dia, um transporte de qualidade, mais rápido e confortável para a população. [22]
Entretanto, foi duramente criticado, sendo alvo do Movimento Fora Lacerda. Nas palavras do Movimento: "A articulação Fora Lacerda! é um movimento livre e apartidário que reúne entidades, outros movimentos e cidadãos em torno da ideia de contestar a atual gestão da Prefeitura de Belo Horizonte, em tudo aquilo em que ela está afetando a cidade e a população."

### Gestão empresarial
O governo Marcio Lacerda ficou conhecido por trazer para a administração pública métodos e conceitos próprios da iniciativa privada. Por meio de parcerias público-privadas (PPP), a prefeitura ampliou e modernizou, por exemplo, as redes de escolas, centros de saúde e parques, além de dar início à substituição de toda a iluminação pública da cidade.

### Política habitacional
Nos oito anos de seu governo foram construídas e entregues quase 14 mil unidades habitacionais em Belo Horizonte.
Devido ao déficit em política habitacional da prefeitura, surge em abril de 2009 a ocupação urbana “Dandara”, localizada em um latifúndio urbano utilizado para fins de especulação imobiliária. A ocupação é apoiada por movimentos sociais e pela Pastoral da Terra. Em 2009, a PBH apresentou o projeto que previa a doação de imóveis públicos para o Programa Minha Casa, Minha Vida. Marcio planejou também a ocupação ordenada da região do Isidoro, onde poderiam ser construídas mais habitações populares. As residências seriam destinadas às famílias inscritas nos programas habitacionais da Prefeitura, em especial do Minha Casa, Minha Vida. Porém, o terreno foi ocupado.
O prefeito Marcio Lacerda tentou negociar a desocupação com os ocupantes, mas não obteve sucesso. Na ocupação Eliana Silva, o governo do estado ordenou e a Polícia Militar, para desalojar cerca de 300 famílias, usou a Tropa de Choque, helicópteros e o Caveirão, veículo blindado que nunca havia sido usado em ocupações.
Na comunidade de Zilah Spósito, o governo do estado cumpriu outra ação de reintegração de posse através da Polícia Militar.

### Política cultural
Além de fortalecer os eventos culturais que se tornaram Patrimônio de Belo Horizonte, entre eles o Festival Internacional de Teatro e Dança, o Festival Internacional de Quadrinhos, de Arte Negra e etc., em 2013, durante a gestão de Lacerda, a Prefeitura passou a realizar anualmente a Virada Cultural. Nos últimos anos BH passou a ser conhecida também por oferecer um dos maiores carnavais de rua do país.  
Depois de dez anos de funcionamento contínuo o projeto “Arena da Cultura” foi interrompido logo no início da gestão de Marcio Lacerda. O projeto conseguia, em alguma medida, descentralizar os núcleos de produção, ensino, reflexão e difusão artísticas na cidade, por meio das inúmeras atividades (ciclos de formação, oficinas, workshops, debates…) nos campos das artes plásticas, dança, música e teatro. Sob o pretexto da necessidade de “mudanças no modelo de gestão”, a Fundação Municipal de Cultura (FMC) interrompeu as atividades durante 2009 e, somente agora, em março, anunciou o retorno do projeto para o segundo semestre de 2010, o que significa que, na mais otimista das hipóteses, ele terá sido interrompido por apenas 1 ano e meio (em uma gestão de 4 anos) – o que significa abandonar a formação sócio-artística de aproximadamente 1000 cidadãos de diversas regiões de Belo Horizonte.”
Em 2010, a prefeitura de Belo Horizonte anunciou o cancelamento do Festival Internacional de Teatro (FIT), devido às “eleições e à Copa do Mundo”. Setores ligados à cultura se mobilizaram e, diante da pressão da classe artística, Lacerda voltou atrás e permitiu a realização do FIT 2010. Durante a abertura do Festival na Praça da Estação, o público espectador deparou-se com um espaço cercado por gradil e teve que passar por um portão estreito. Quando apareceu, Marcio Lacerda foi fortemente vaiado pelos presentes.
Durante a cerimônia de posse do Conselho Municipal de Cultura (CMC), Marcio Lacerda mandou os seguranças retirarem do recinto um conselheiro que teria criticado as políticas higienistas do prefeito. Os demais conselheiros interrompem a solenidade em protesto.

### Política urbana
Foi durante a gestão de Marcio Lacerda que BH recebeu jogos oficiais da Copa das Confederações em 2013, da Copa do Mundo de 2014 e das Olimpíadas Rio 2016. A cidade passou por uma grande transformação em sua estrutura urbana, com intervenções como a implantação do Move, a construção do Centro de Operações da Prefeitura e a realização de diversas outras obras.
Foi ampliado o programa Vila Viva de urbanização de vilas e favelas. A Prefeitura construiu também a Via 210, que liga as regiões Oeste e Barreiro, iniciou as obras da Via 710, que ligará as regiões Nordeste e Leste e duplicou algumas das principais avenidas da cidade, casos da Cristiano Machado, Antônio Carlos e Pedro I.
Em 2009, Marcio Lacerda lançou o “Movimento Respeito por BH” que, com o discurso de “moralizar” o uso dos espaços públicos em Belo Horizonte, serviu como pretexto para a prefeitura aumentar a arrecadação com multas, limitar enormemente as possibilidades de uso dos espaços da cidade e para perseguir comerciantes de rua, tais como artesãos, pipoqueiros e engraxates. A prefeitura, por outro lado, afirmou que o objetivo da investida não é arrecadar, mas melhorar a qualidade de vida. O esforço de Lacerda em proceder a uma reforma cosmética da cidade visando a Copa do Mundo de 2014 começou a se evidenciar. O novo Código de Posturas de Belo Horizonte, cuja campanha foi feita pelo filho do prefeito sem licitação, foi apresentado à população sem qualquer debate aprofundado. Embora apresentado pela mídia como um avanço, o código pode ser entendido como mais uma estratégia de Lacerda para “limpar” as ruas de Belo Horizonte de seus habitantes. O código impôs sérias restrições aos usos dos espaços públicos de Belo Horizonte, em uma iniciativa que perseguiu comerciantes informais, que limitou o número de bares que poderia manter mesas nas calçadas. Através deste Código, em 2010 foi intensificada a perseguição contra bares tradicionais de Belo Horizonte, como o Bar do João, na Savassi.
A gestão foi acusada de higienismo já em seu início, quando proibiu o ingresso de animais, bicicletas, bolas e petecas nos parques de Belo Horizonte com animais. Algumas denúncias sobre o abandono do Zoológico de Belo Horizonte pelo poder público também surgiram.
Ainda em 2009, o prefeito tentou mudar o local de tradicional Feira de Artes e Artesanato da Avenida Afonso Pena, a Feira Hippie, da Afonso Pena para o Barro Preto. A medida desagradou tanto os moradores das imediações do local escolhido quanto os feirantes, o que forçou a prefeitura a ceder. Este foi, no entanto, o primeiro de muitos embates entre Marcio Lacerda e a Feira Hippie. Em 2010 a prefeitura abriu um edital de ocupação da Feira que provocou revolta e apreensão entre os feirantes. Muitas das pessoas que já mantinham barracas na feira sentiram-se ameaçadas, correndo o risco de perder seu meio de sustento. Ainda no mesmo ano fiscais da prefeitura expulsaram indígenas pataxós da feira um dia antes da data da celebração oficial do dia do índio. Imprensa tentou reduzir o evento a uma simples confusão provocada pelos índios.
Em dezembro de 2009, foi publicado decreto da prefeitura que proibia a realização de “eventos de qualquer natureza” na Praça da Estação, que havia passado por um processo de requalificação para suportar grandes eventos há poucos anos. O decreto refletiu a postura do prefeito quanto à utilização de espaços públicos em Belo Horizonte já que acaba por associar o uso do patrimônio público pelo cidadão belo-horizontino à sua depredação e a colocar aspectos estéticos concernentes à cidade acima do direito do morador de Belo Horizonte a fazer uso das poucas áreas de lazer da cidade. Em resposta ao decreto foi criada a “Praia da Estação”, movimento apartidário que, ao ocupar a praça para encontros, discussões e banhos de sol, questionou a política do prefeito de restrição dos usos do espaço público pela população de Belo Horizonte. Após o primeiro encontro, o evento passou a se repetir semanalmente de forma espontânea em todos os verões desde então, tornando-se um dos polos de resistência contra as políticas higienistas e antidemocráticas da gestão de Marcio Lacerda. Marcio Lacerda acabou por revogar o decreto proibindo eventos na Praça da Estação, mas, no mesmo dia, decretou que os organizadores de eventos ocorridos na praça pública deveriam pagar, à prefeitura, quantias entre R$9.600,00 e R$19.200,00. Produtores de eventos de pequeno porte, como peças teatrais, protestaram, pois a medida acabaria por ceder o uso da praça apenas para os produtores de grandes eventos comerciais. Logo depois, a Praça da Estação foi disponibilizada pela prefeitura para a implantação de uma “Arena de Comemorações”, com capacidade para 15.000 pessoas, onde foram transmitidos os jogos da Copa do Mundo. O projeto deu-se em parceria com a Coca-Cola e a praça pública tornou-se palco de um evento patrocinado por uma multinacional privada, com significativas contrapartidas publicitárias.
Em 2010, os moradores do entorno do Mercado Distrital do Bairro Cruzeiro reagiram e se colocaram contra à proposta de Marcio Lacerda de transformar o mercado em um shopping.
Um projeto da prefeitura para viabilizar um hotel foi alvo de severas críticas, já que autorizava a alienação de um trecho de via pública (a Rua Musas, no Bairro Santa Lucia) para favorecer um empreendimento privado, a construção de um hotel 5 estrelas. Moradores da região protestaram e o polêmico projeto de lei deu ensejo à criação do movimento "Salve a Rua Musas". O prefeito também pediu ao STF autorização para cortar gastos na educação para financiar a Copa, mas teve o pedido negado.

### Política de saúde
O grande marco da gestão de Marcio Lacerda na Saúde foi a construção do Hospital Metropolitano Dr. Célio de Castro, o Hospital do Barreiro. Inaugurado em dezembro de 2015, tornou-se o primeiro hospital público de BH construído em mais de 70 anos.
Em 2009, os servidores da área de saúde em Belo Horizonte iniciaram uma paralisação por melhorias das condições de trabalho. Lacerda havia declarado durante a campanha que, se recebesse o salário de um médico da PBH estaria insatisfeito. Em 2011, em função da intransigência da prefeitura, nova paralisação dos médicos deixou 80% dos postos de saúde da capital sem atendimento.
A política de saúde de Lacerda também falhou em investimentos na infraestrutura de saúde. A prestação de serviço à população foi agravada nas Unidades de Pronto-Atendimento, destinadas ao atendimento de urgência, devido ao deficit de cerca de 800 leitos públicos na cidade. Para sanar esse problema, os profissionais das UPAs têm improvisado leitos, por meio da retenção de macas das ambulâncias do Serviço de Atendimento Móvel de Urgência, o que impede cerca de 6 das 26 ambulâncias de estarem em serviço cerca de 12 horas por dia. Por hora, uma ambulância dessa deixa de atender, em média, a 10 emergências.
Um marco da gestão de Marcio Lacerda na Saúde foi a construção do Hospital Metropolitano Dr. Célio de Castro, o Hospital do Barreiro. Inaugurado em dezembro de 2015, tornou-se o primeiro hospital público de BH construído em mais de 70 anos.

### Política de mobilidade
O sistema BRT Move foi implantado em março de 2014, e desde então transporta cerda de meio milhão de pessoas por dia. Marcio Lacerda trouxe para Belo Horizonte o modelo já testado em grandes metrópoles latino-americanas, entre elas Bogotá, na Colômbia.
Após décadas de luta dos movimentos sociais, Marcio Lacerda tornou o meio passe estudantil Lei Municipal em 2011.
O trânsito de Belo Horizonte, assim como o da maior parte das cidades do mesmo porte, está em crise já há alguns anos. Marcio Lacerda capitaneou uma série de obras viárias em Belo Horizonte, na maioria das vezes dando preferência aos transporte público em detrimento aos veículos particulares na qual podemos citar a implantação dos corredores Bus Rapid Transit Antônio Carlos/Pedro I/Vilarinho e Cristiano Machado. Em 2010, os Rodoviários da Região Metropolitana de Belo Horizonte entraram em greve exigindo melhores condições de trabalho. Pouco depois foi a vez dos estudantes ocuparem a Câmara Municipal e as ruas do centro de Belo Horizonte para reivindicar a implementação do meio passe estudantil. Lacerda cedeu à pressão popular e prometeu apresentar um projeto. Dois dias depois, seria encaminhado à votação na câmara, pela prefeitura, um projeto que só contemplaria o meio passe para 10.000 estudantes, todos do ensino médio da rede pública. O movimento estudantil qualificou a concessão do prefeito como “esmola”. Marcio Lacerda também prometeu em sua campanha de 2008 uma expansão no Metrô de Belo Horizonte, na qual, em parceria com o Governo do Estado só pode iniciar os estudos de geotecnia e topografia dado que a maior parte dos investimentos previstos tem como fonte a União, que não encaminhou sequer um centavo, mesmo com o orçamento aprovado. No momento, já foram publicados os editais pela Metrominas para o desenvolvimento do projeto executivo do trecho Barreiro-Calafate da Linha 2 e do trecho Lagoinha-Savassi da Linha 3. Podemos citar também a aquisição de 10 novos trens pelo Metrô de Belo Horizonte durante seu mandato.

### Política ambiental
Marcio Lacerda era o prefeito de Belo Horizonte quando a Unesco aprovou o título de Patrimônio Cultural da Humanidade para o Conjunto Moderno da Pampulha. A premiação foi concedida em 17 de julho de 2016 como resultado de uma série de esforços da Prefeitura iniciados em 2013.
A Reforma do Plano Diretor apresentada por Lacerda m 2010 deixa brechas para a ocupação da última área verde de Belo Horizonte, a Mata do Isidoro e para a verticalização da Pampulha, dentre outras propostas polêmicas. Após certa pressão popular alguns vereadores conseguiram barrar a primeira que seria uma das muitas ofensivas para a autorização de investimentos imobiliários de grande porte na Pampulha. No mesmo ano alguns setores da população ainda se organizaram contra um projeto imobiliário suspeito e danoso ao meio ambiente, permitido pela prefeitura, no Parque Lagoa Seca. Já o empreendimento imobiliário na Mata do Planalto está sendo investigado pelo Ministério Público.

### Política de participação popular
Nos últimos anos BH manteve a tradição participativa que une Prefeitura e população na escolha das obras a serem construídas. No governo Marcio, além da ampliação do Orçamento Participativo, foi criado o Planejamento Participativo Regionalizado (PPR). No final de seu governo a Prefeitura mantinha vigentes mais de 600 canais de diálogo permanente com a sociedade. Marcio criou também o BH Resolve, unidade que fez diminuir a burocratização dos serviços oferecidos pela Prefeitura.
O Orçamento Participativo de Belo Horizonte, criado em 1993 na gestão Patrus Ananias, foi transformado em Orçamento Participativo Digital em 2006 na gestão Fernando Pimentel, passando a prescindir dos grandes encontros e assembleias que fizeram dele um importante passo na democracia participativa que preconizava. Durante a gestão Marcio Lacerda,  a prefeitura manteve o OP Digital mas alegou falta de recursos e obras de orçamentos participativos passados ainda em andamento para manter os projetos dentro dos prazos esperados.

### Enchentes
No dia em que tomou posse para seu primeiro mandato, 1 de janeiro de 2009, Belo Horizonte sofria os danos de uma forte chuva que alagou diversos trechos da cidade. Em oito anos muitas obras foram feitas, mas Marcio seguiu pressionando o governo federal por mais recursos para a área.
Marcio Lacerda tomou posse como Prefeito em um período em que fortes chuvas atingiam a capital, período no qual visitou as vítimas e fez promessas. O problema das enchentes e desmoronamentos continuaria a ser, no entanto, uma constante em Belo Horizonte. Fortes chuvas atingiram Belo Horizonte em 2009 e a situação que se constatou no começo da gestão Lacerda se repetiu, com ocorrência de enchentes em regiões e avenidas que até hoje são afetadas. Em 2011, novas enchentes inundaram Belo Horizonte, demonstrando as deficiências do radar meteorológico adquirido pelo governo do Estado após as enchentes do ano anterior. A prefeitura instalou placas nas áreas consideradas de risco (incluindo a Avenida Francisco Sá, que já havia sido inundada em 2010) e disse, por meio da Sudecap, sua empresa de obras e infraestrutura, que as enchentes ocorreram devido ao acúmulo de lixo nas bocas de lobo, culpando indiretamente a população.culpou a população pelas enchentes, alegando que ela teria ocorrido devido ao lixo acumulado nas bocas de lobo.

### Patrimônio
Após sua prisão durante a ditadura, Marcio Lacerda se tornou um empresário de sucesso do ramo das telecomunicações. Em 2009, Marcio Lacerda ainda foi indicado como o oitavo prefeito mais bem remunerado do país. O patrimônio de Marcio Lacerda foi tema na mídia diversas vezes, e, com R$ 58,8 milhões em bens declarados à Justiça Eleitoral, foi considerado, em 2012, o segundo candidato mais rico do Brasil. Para se reeleger prefeito de Belo Horizonte neste ano pretende gastar R$ 35 milhões. Porém, seus vencimentos nesse cargo, em 4 anos, chegam a R$ 1,1 milhão.

### Polêmicas
Em 16 de Novembro de 2012, na cidade de Belo Horizonte, Márcio Lacerda, então prefeito, foi questionado por jornalistas do porquê de não ter tomado medidas preventivas para o período de chuvas, uma vez que meteorologistas haviam previsto que seria um dos períodos de maior chuva na região. Em um momento Lacerda respondeu "é a vida", e depois, sendo questionado novamente, disse que a prefeitura deveria ter sido mais babá dos cidadãos. Em abril de 2012, quando se confirmou irregularidade nas obras, Márcio afirmou que  "apenas uma discordância técnica" que "não vai prejudicar o andamento das obras".